# Gasparone
Versions successives
Représentations notables
Personnages
- Carlotta, veuve comtesse de Santa Croce (soprano)
- Comte Erminio Saluzzo, un riche propriétaire foncier (ténor)
- Benozzo, aubergiste et chef du gang des passeurs (ténor-bouffon)
- Sora, sa femme (soubrette)
- Baboleno Nasoni, le bourgmestre (basse)
- Zenobia, confidente de la comtesse Carlotta (alto)
- Massaccio, contrebandier (baryton)
- Sindulfo, le fils du bourgmestre (ténor-bouffon)
- Marietta, la femme de chambre de la comtesse Carlotta (mezzosoprano)
- Luigi, ami d'Erminio
- Colonel Corticelli
- Lieutenant Guarini

Airs
- Wie freu ich mich, dass Sie noch hier!
- Hört von ferne das Geschrei!
- Der Blick von diesem Ungeheuer – Es gibt ja keine Männer mehr!
- Dunkel breitet sich über das Meer
- Er soll dein Herr sein! Wie stolz das klingt!
- Dunkelrote Rosen bring‘ ich, schöne Frau.

Gasparone est une opérette de Carl Millöcker sur un livret de Camillo Walzel et Richard Genée.

## Argument
Syracuse, vers 1820.
Premier acte
Place sur la rive avec une auberge, en arrière-plan le mont Etna
Le personnage principal est un capitaine voleur notoire qui est prêt à faire des bêtises avec son gang dans les Abruzzes sur le continent italien. Le véritable modèle est le brigand italien Antonio Gasbarrone (1793–1882). À aucun moment il n'apparaît en personne dans l'opérette ; il est juste souvent mentionné. Benozzo, propriétaire d'un bar portuaire, répand la rumeur selon laquelle Gasparone a entre-temps choisi la Sicile comme domaine d'activité. Mais son seul objectif est que la police soit distraite de ses propres activités - il est à la tête d'un gang de passeurs.
Le comte Erminio de Saluzzo vient sur l'île pour effectuer des études géologiques sur l'Etna. Lorsqu'il rencontre la belle comtesse Carlotta, son cœur s'enflamme immédiatement pour elle. Afin de se débarrasser de sa compagne plus âgée Zenobia, il s'assure que Carlotta est attaquée et kidnappée par les passeurs. Lui-même met alors en scène sa libération et est considéré par Carlotta comme un sauveur.
Le maire un peu stupide Baboleno Nasoni croit la rumeur de Benozzo. Lorsqu'il rencontre le comte Erminio, il le soupçonne d'être le voleur et le fait arrêter. Dans un processus d'héritage qui s'est terminé heureux pour elle, la belle femme est devenue propriétaire d'un château majestueux et d'une fortune en espèces d'un million de ducats, qu'elle ne connaît pas encore elle-même. Dans tous les cas, Nasoni espère faire de Carlotta l'épouse de son fils Sindulfo en lui faisant croire que lui seul, en tant que maire, est en mesure d'influencer le procès en cours en sa faveur. Par gratitude, la comtesse accepte d'épouser Sindulfo, bien qu'elle n'ait aucun sentiment pour lui.
Deuxième acte
Un salon dans un château
Le comte Erminio fait enlever Sindulfo par le gang des passeurs. Benozzo rend visite à la comtesse dans son château et lui montre une prétendue lettre de Gasparone demandant une rançon de 10 000 ducats. Carlotta se laisse attendrir et lui remet la somme pour qu'il puisse la remettre au voleur.  Lorsque Benozzo quitte le château, le retour de Sindulfo libéré est attendu. Mais au lieu de lui, Benozzo revient seul.  Gasparone a dit que la somme n'était pas suffisante, il voulait encore beaucoup. Puisque Carlotta considère toujours le maire comme le sauveur de la fortune de sa famille, elle est également prête à faire ce sacrifice afin de libérer son fils.
Le comte Erminio tente toujours d'empêcher la dame de son cœur d'épouser le fils voluptueux du maire. Il ne voit qu'une seule issue : entrer par effraction chez Carlotta et lui voler des millions, car Nasoni et son fils Sindulfo se désintéresseraient rapidement d'une comtesse appauvrie. Le plan est exécuté. Carlotta est amèrement déçue quand elle doit reconnaître Erminio comme un voleur ; mais elle ne peut éviter de lui céder sa propriété. Néanmoins, elle ressent toujours de la sympathie pour Erminio.
Troisième acte
La place de la mairie de Syracuse
Sindulfo est à nouveau libre. Il veut maintenant organiser le mariage avec Carlotta le plus rapidement possible. Mais cela est actuellement remis en question par la police en raison du vol nocturne. Elle décrit le voleur si mal qu'il est impossible de déduire Erminio. Le comte, cependant, comprend dans la déclaration de Carlotta qu'elle a des sentiments pour lui. Maintenant, il pense que le moment est venu de laisser tomber son masque. Il se révèle être le fils du ministre de l'Intérieur et assure ne se glisser sous le déguisement d'un voleur que pour protéger la comtesse d'un complot.
Soudain, Benozzo apparaît à nouveau. Il affirme avoir un message de Gasparone avec les 10 000 ducats volés. Il  les rend ; Cependant, il a gardé le million afin de commencer une nouvelle vie sur le continent. Il doit constamment se cacher de l'ingénieux maire Nasoni.
Quand Erminio veut offrir au maire un paquet comme cadeau pour le prochain mariage de son fils avec Carlotta, il le rejette brusquement. Puisque Carlotta n'a plus d'actifs, elle n'est plus considérée comme sa belle-fille. La comtesse, cependant, accepte le paquet avec gratitude. Nasoni et Sindulfo la regardent avec curiosité alors qu'elle l'ouvre. Quand ils se rendent compte que le contenu consiste en le million volé, ils sont stupéfaits. Carlotta et Erminio s'embrassent.

## Orchestration
| Instrumentation de Gasparone                   |
| Bois                                           |
| 2 flûtes, 2 clarinettes, 2 hautbois, 2 bassons |
| Cuivres                                        |
| 4 cors, 2 trompettes, 3 trombones              |
| Percussions                                    |
| Timbales                                       |
| Instrument à cordes pincées                    |
| 1 harpe, 1 célesta                             |

## Musique
Lors de la première, Maria Therese Massa incarne Carlotta, Josef Josephi Erminio, Felix Schweighofer est Nasoni, Alexander Girardi Benozzo, Rosa Streitmann sa fille Sora.
Après Vienne, elle est ensuite donnée à Berlin au Friedrich-Wilhelmstädtisches Theatre le 26 septembre 1884 et à New York en allemand au Thalia Theatre en 1885 et en anglais au Standard Theatre en 1885 et à nouveau en 1887 avec Lillian Russell en Carlotta, Eugène Oudin en comte Erminio et J. H. Ryley.
Après ses débuts, Millöcker révise la pièce, créant huit versions. Cependant, la version la plus interprétée est celle préparée en 1932 par le compositeur Ernst Steffan. Cette version inclut Dunkelrote Rose que Millöcker a écrit en trio vocal dans l'opérette Der Vizeadmiral. Ernst Steffan élargit la pièce et Paul Knepler écrit de nouvelles paroles. Néanmoins, cette révision correspond au goût des années 1930.

## Adaptations
- 1937 : Gasparone, réalisation : Georg Jacoby
- 1955 : Gasparone, réalisation : Karl Paryla
- 1963 : Gasparone, réalisation : Hans Hollmann (TV)
- 1972 : Gasparone, réalisation : Wolfgang Liebeneiner (TV)
- 1975 : Gasparone, réalisation : Nikolay Khrobko (TV)

## Source de la traduction
- (de) Cet article est partiellement ou en totalité issu de l’article de Wikipédia en allemand intitulé « Gasparone » (voir la liste des auteurs).